# Maison de Soul
Maison de Soul est le label d'une compagnie de disque indépendante américaine.